# Église Saint-Étienne-de-la-Cité
Pour les articles homonymes, voir Cathédrale Saint-Étienne.
L'église Saint-Étienne-de-la-Cité, ou l'ancienne cathédrale Saint-Étienne-de-la-Cité, est la première cathédrale catholique romaine de Périgueux, en Dordogne. De style roman, elle fait l'objet d'un classement au titre des monuments historiques par liste de 1840.

## Édifice
Dans l'ancienne Civitas Petrucoriorum, cité gallo-romaine des Pétrocores, sur le site du temple antique dédié au dieu Mars, au début du VIe siècle, l'évêque Chronope II fait ériger la première église de Périgueux. Sur ce même site, la construction d'une nouvelle église débute au XIe siècle par la travée ouest et se termine au XIIe siècle par le chœur.
Cet édifice devient la première cathédrale de Périgueux. Au départ elle possédait une nef unique à trois travées carrées, un chevet plat et deux coupoles. À son apogée, elle comprendra quatre coupoles et un clocher avant les premières destructions.
La cathédrale subit d'importants dommages en 1577 : un incendie et la destruction de la moitié de l'édifice par les huguenots.
La cathédrale perd alors les deux premières travées ouest, couvertes de coupoles, ainsi que le clocher-porche. Le clocher-porche sera restauré en 1620. En 1652, la cathédrale subit une seconde phase de dommages lors des évènements de la Fronde.
En 1669, le siège épiscopal est transféré à l'église Saint-Front qui devient la cathédrale Saint-Front. La cathédrale Saint-Étienne-de-la-Cité redevient alors simple église.
L'année 1907 voit le début d'une importante campagne de restauration, dirigée par l'architecte Henri Rapine. Il est à noter lors de cette restauration que la couverture en tuiles de la travée occidentale est remplacée par une couverture en pierre.
De 2010 à 2012 (façades est, sud et ouest), puis en 2017-2018 (façade et coupole nord), l'ensemble extérieur de l'édifice est restauré pour un coût total de 800 000 euros TTC financé pour plus de la moitié par l'État. De début 2019 jusqu'au printemps 2020, la restauration concerne l'intérieur du bâtiment (murs, voûtes et vitraux). Le 30 janvier 2021, après dix ans de travaux qui ont coûté 2,8 millions d'euros, l'église est à nouveau ouverte.

### Aujourd'hui
Bien que largement amputée, l'ancienne cathédrale a conservé une travée d'origine de style roman et deux des quatre coupoles, dont une de quinze mètres de diamètre.
L'église renferme quelques éléments remarquables :
- le tombeau du XIIe siècle de Jean d'Asside, évêque de Périgueux[5],
- un retable du XVIIe siècle en chêne et noyer provenant du collège des Jésuites[6],
- un orgue de tribune, orgue baroque fabriqué par Carouge au XVIIIe siècle[7],
- un orgue de chœur fabriqué par Boisseau,
- une chaire du XVIIe siècle,
- un chemin de croix signé J.-J. Giraud.
- une inscription (table) des dates de Pâques gravée sur une plaque et provenant du mur sud de la pièce de l'autel de l’ancienne cathédrale[8].

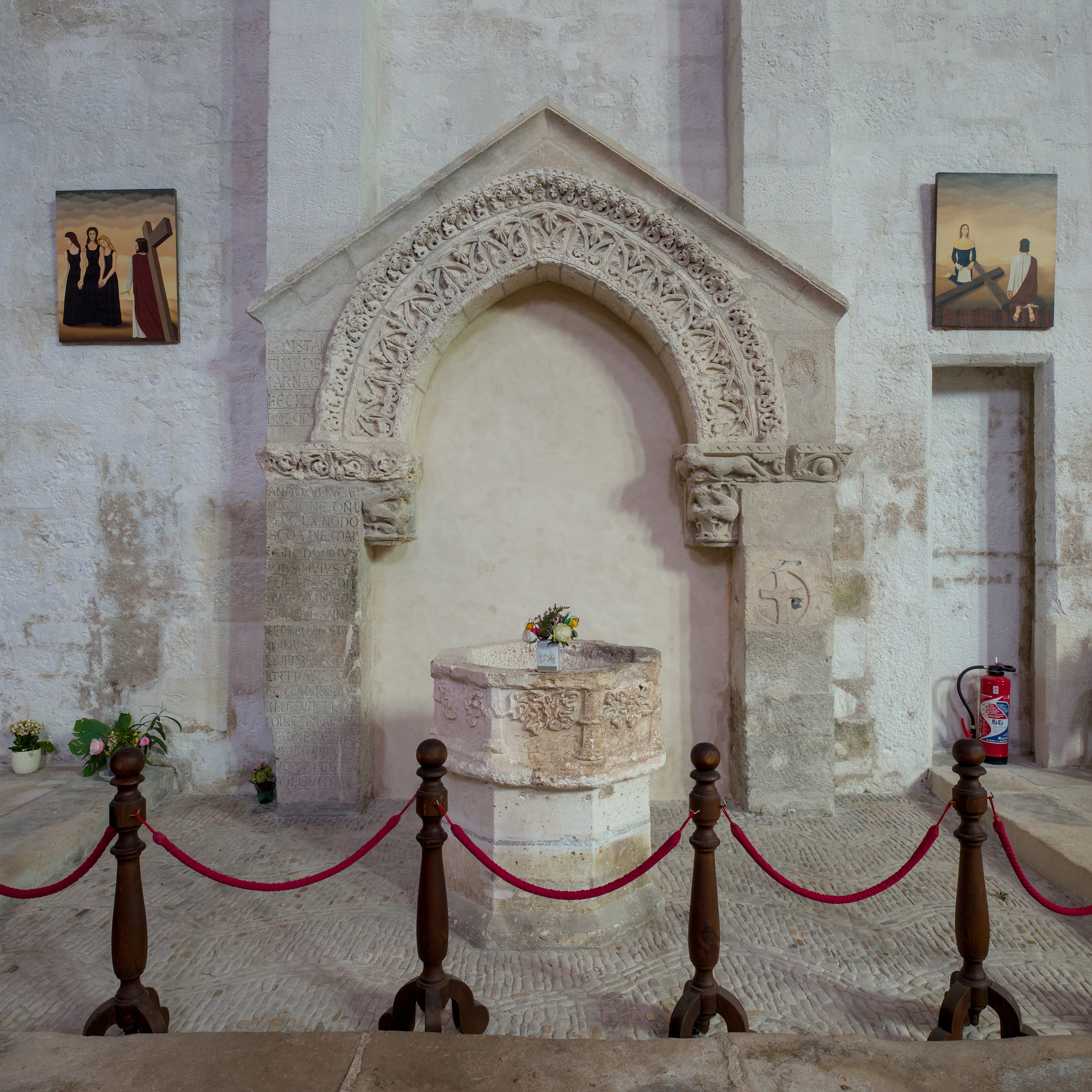
Le tombeau de Jean d'Asside et les fonts baptismaux.
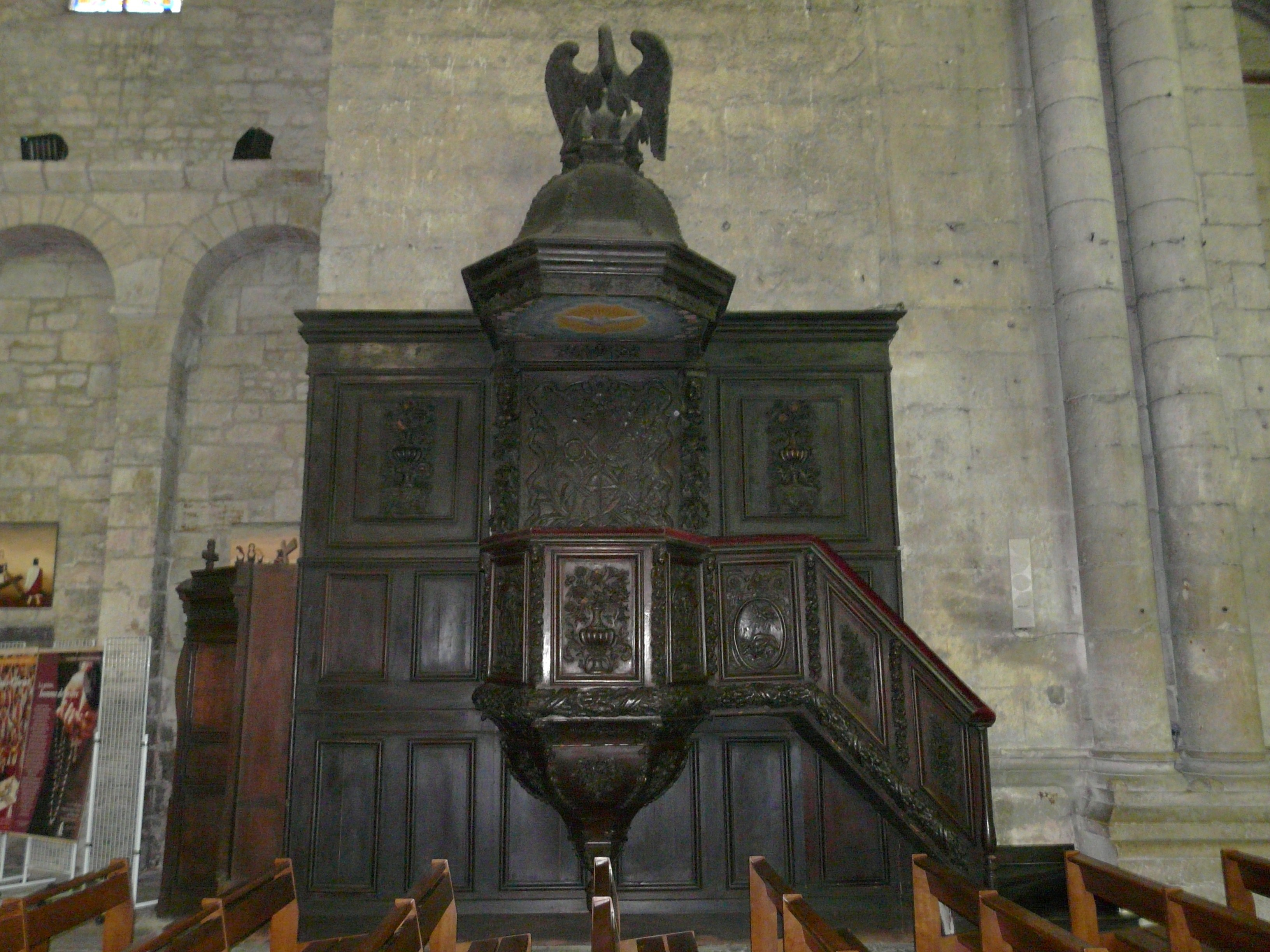
La chaire.
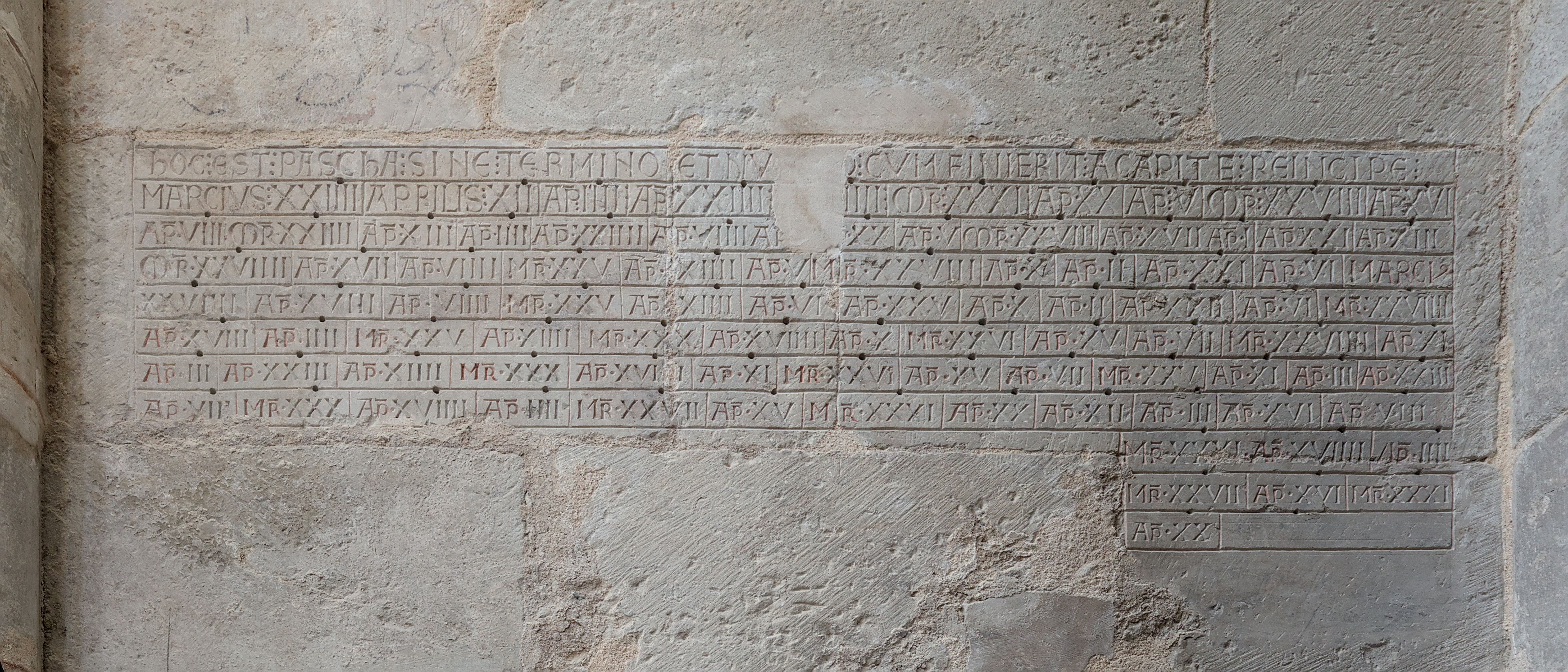
La table pascale gravée du 7e siècle.

## Retable de la Grande Mission

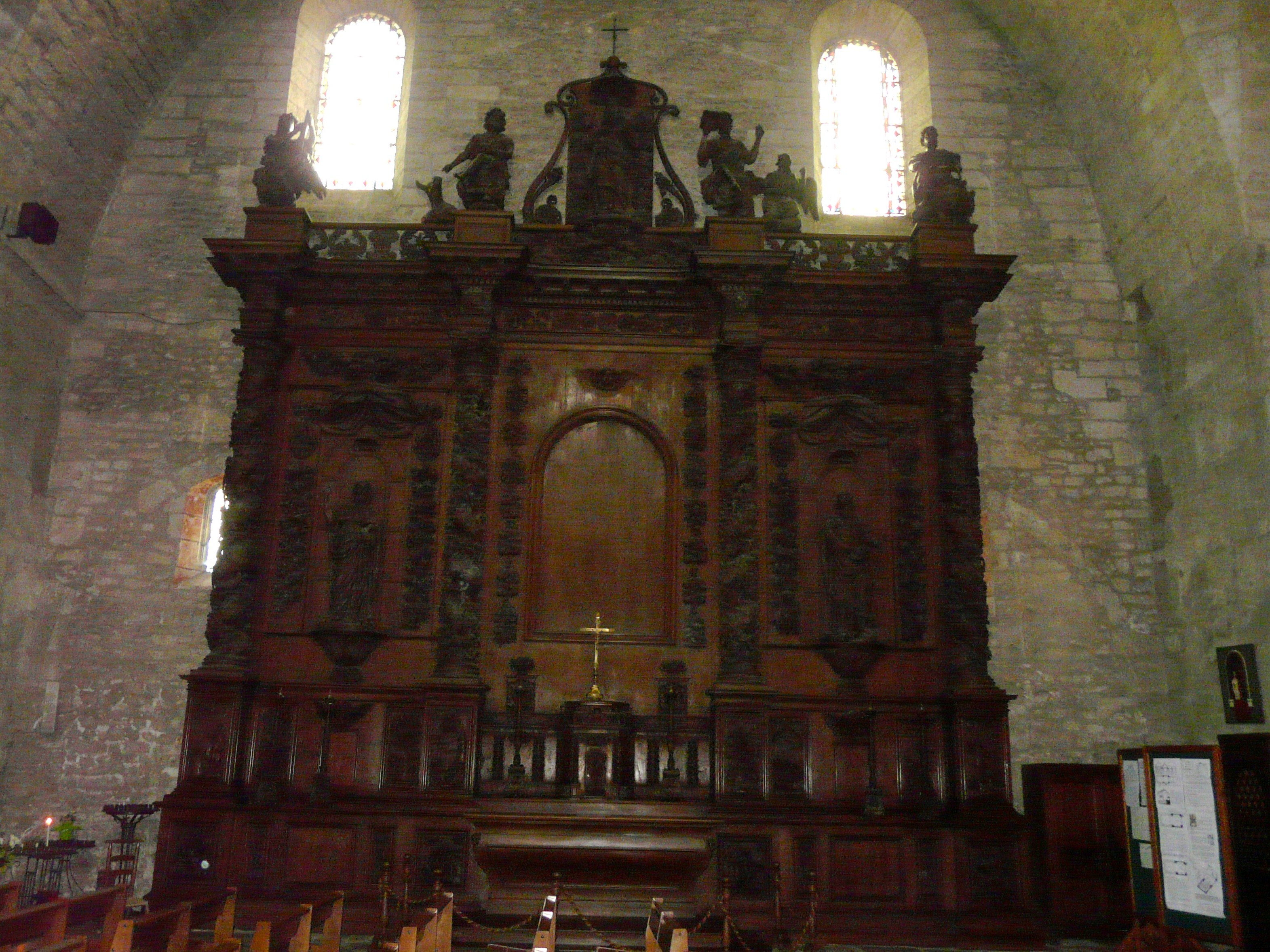
Le retable.

Le retable de l'église du collège des Jésuites a été placé dans l'église Saint-Étienne-de-la-Cité entre 1882 et 1973, avant d'être remonté dans le chœur de la cathédrale Saint-Front.
Le retable de l'église de la Grande Mission ou Grand Séminaire, devenu une caserne en 1792, a été déposé et remonté sous la coupole occidentale, contre le mur sud.

## Orgue

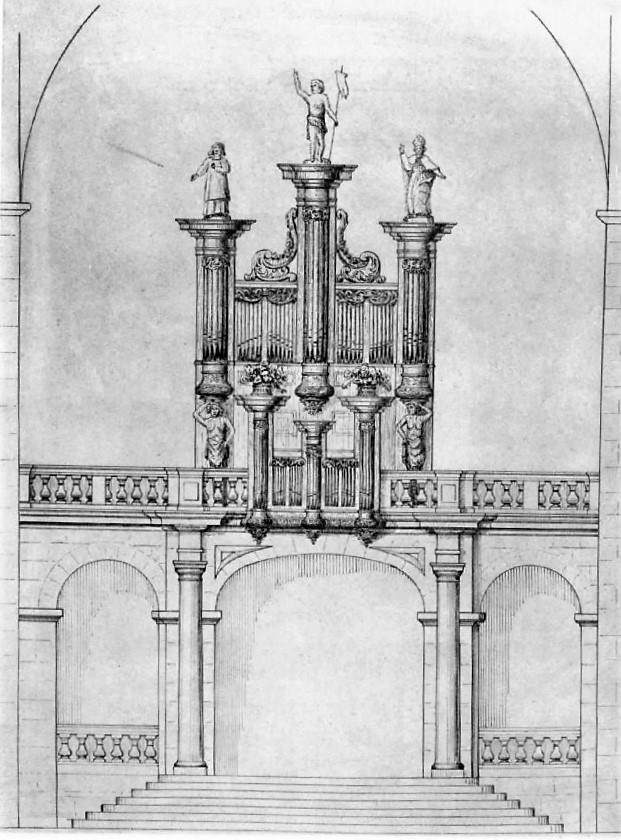
Dessin de l'orgue par l'abbé Joseph Roux.
Bulletin SHAP 1915.

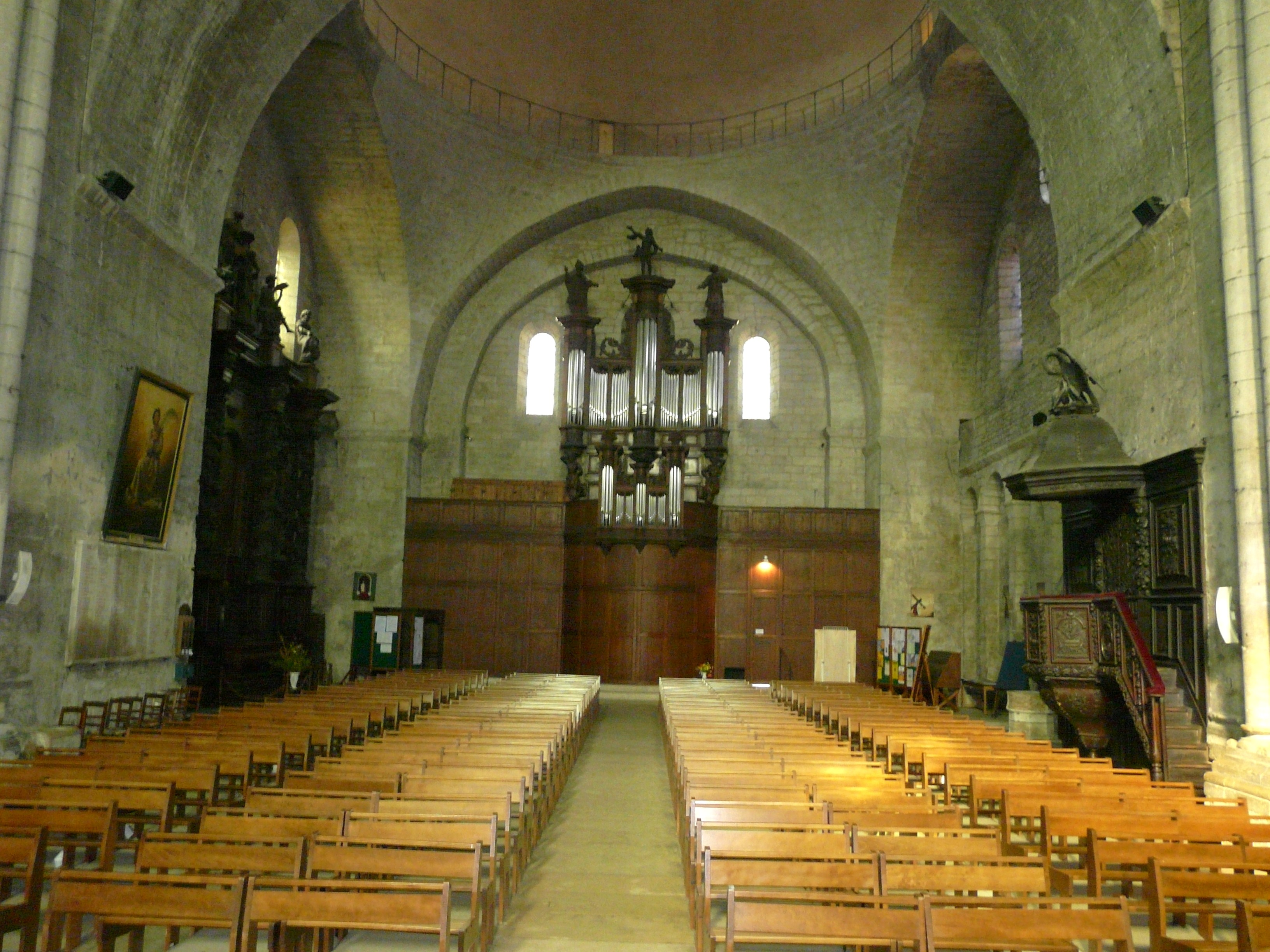
La nef et l'orgue du XVIIIe siècle.

Marin Carouge (1667-1735) a construit un orgue pour la cathédrale Saint-Front de Périgueux. L'orgue est restauré en 1824 par Loiselot.
La maison Merklin devant construire en 1870 un nouvel orgue pour la cathédrale, l'orgue de Carouge est démonté. Quelques années plus tard, la fabrique de l'église Saint-Étienne-de-la-Cité a acheté l'orgue de Carouge qui est remonté dans l'église vers 1885.
L'orgue est recomposé et agrandi en 1904 par Charles Mutin. Il est inauguré le 8 janvier 1905 par Alexandre Guilmant et Fernand de La Tombelle. L'orgue est restauré entre 1972 et 1977.
Le facteur d'orgues Bartholoméo Formentelli a restitué un orgue proche de celui de Carouge entre 1990 et 1993. Il est inauguré par Michel Chapuis.
Le buffet d'orgue a été classé au titre objet des monuments historiques en 1976 ainsi que l'orgue.

## Protection
L'église est classée en 1840 au titre des monuments historiques.

## Galerie de photos

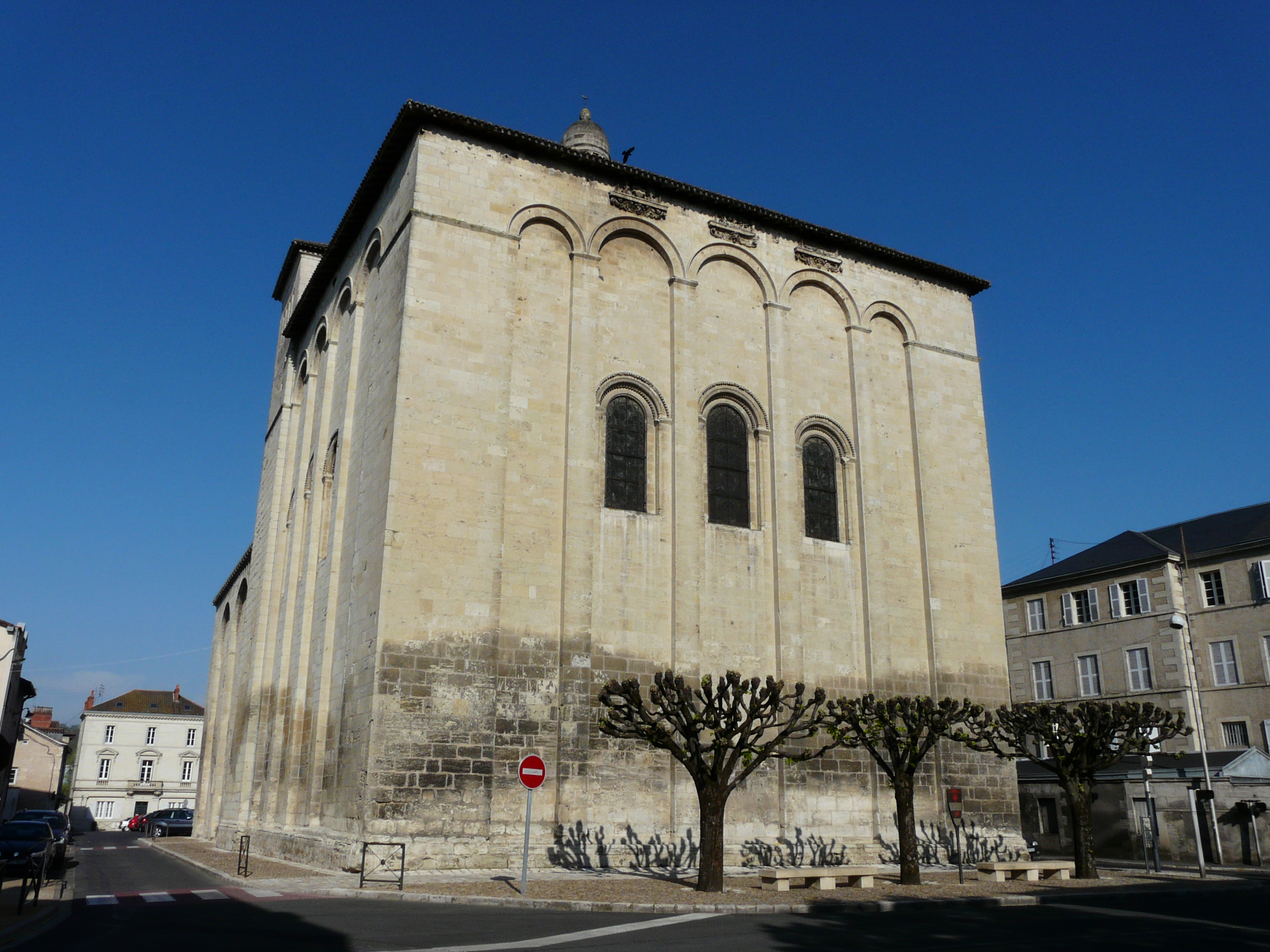
Le chevet plat.
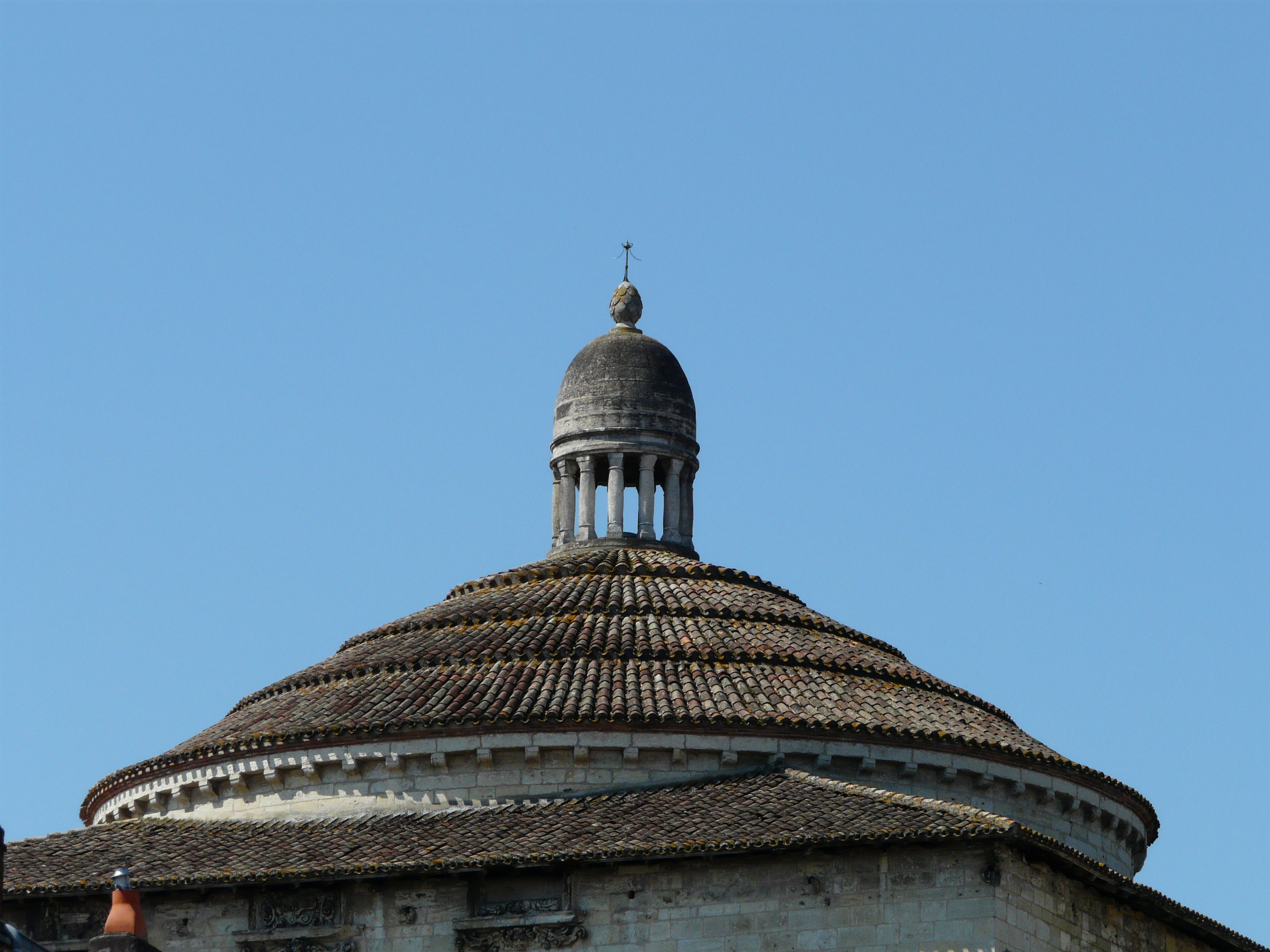
Coupole surmontée d'un lanternon.
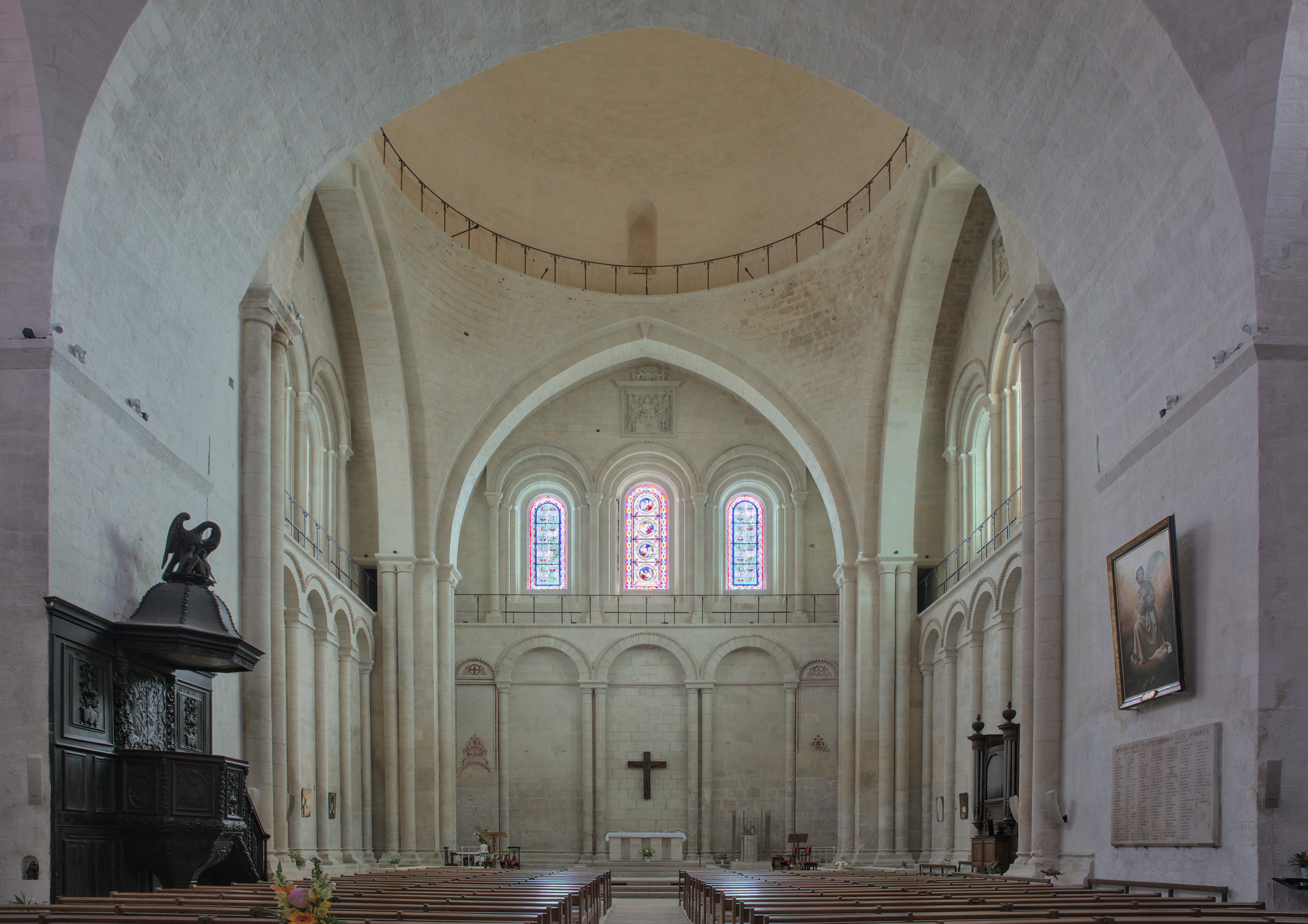
La nef et le chœur.
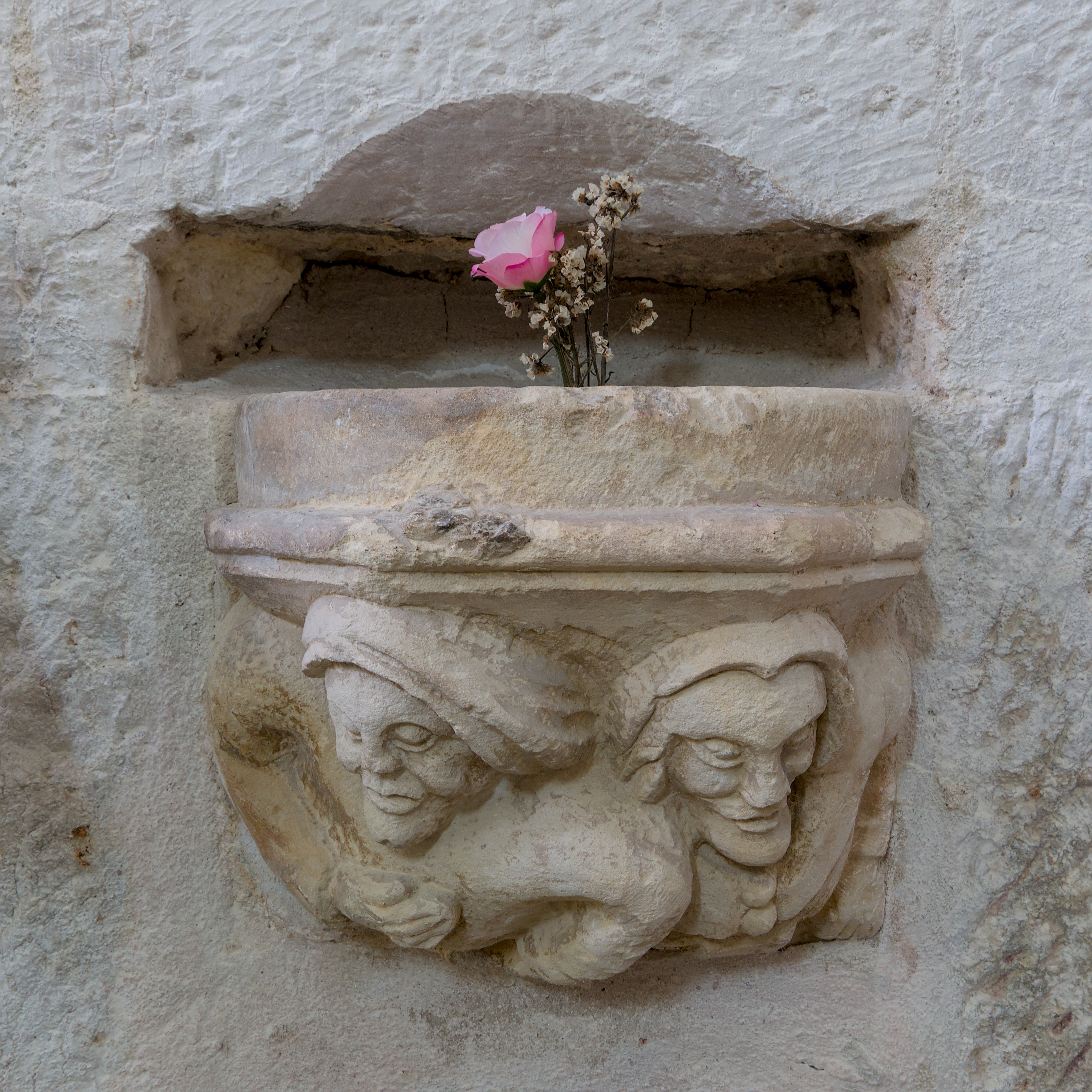
Un bénitier.
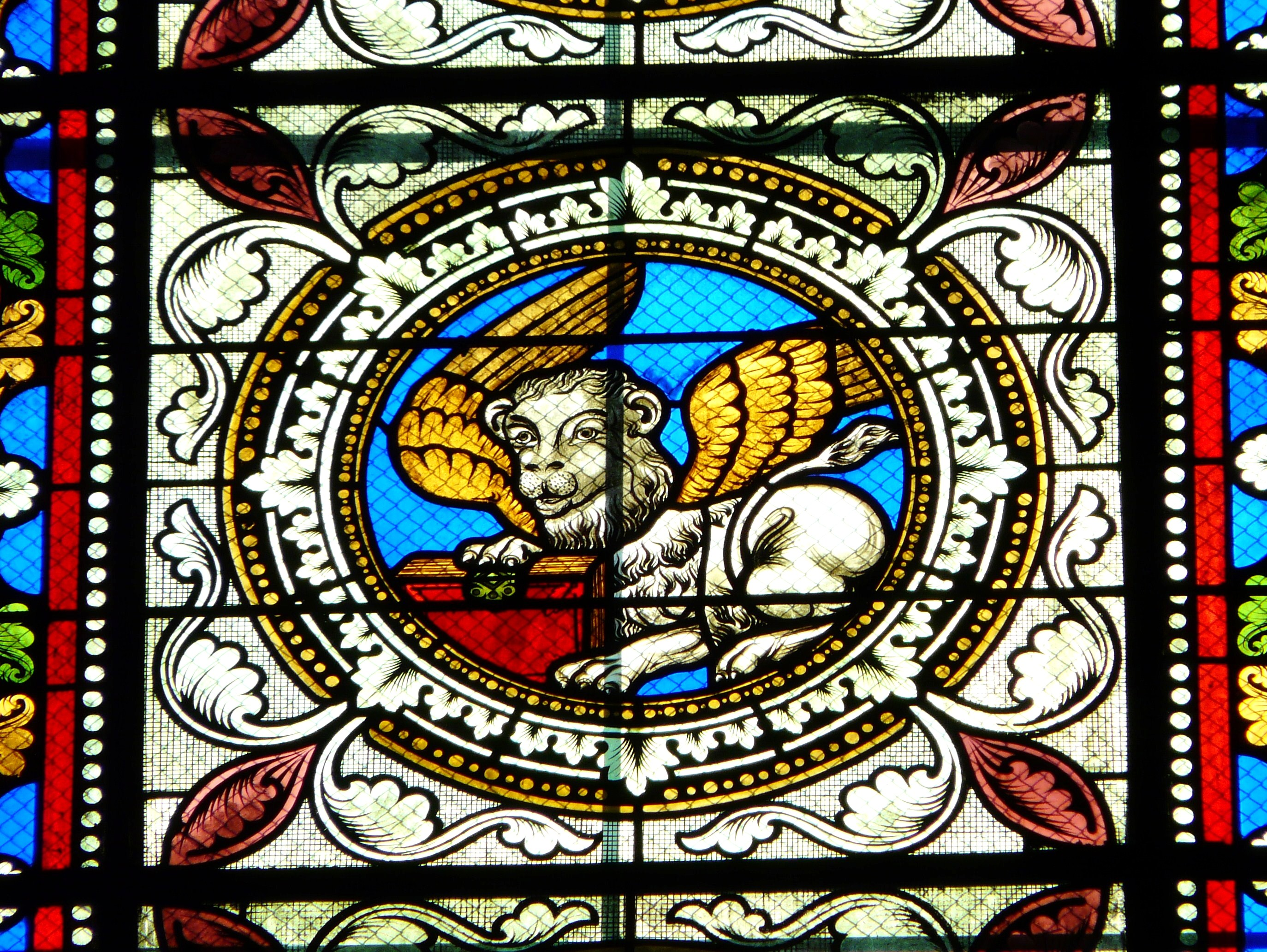
Le lion de saint Marc, détail d'un vitrail.